# NGC 6360
NGC 6360 في الفهرس العام الجديد، هي مجرة، تقع في كوكبة الحواء. اكتشفت في 3 أغسطس 1834 بواسطة جون هيرشل.

## روابط خارجية
- NGC 6360 على موقع ويكي سكاي: DSS2, SDSS, GALEX, IRAS, Hydrogen α, X-Ray, Astrophoto, Sky Map, Articles and images